# Скелька (античність)

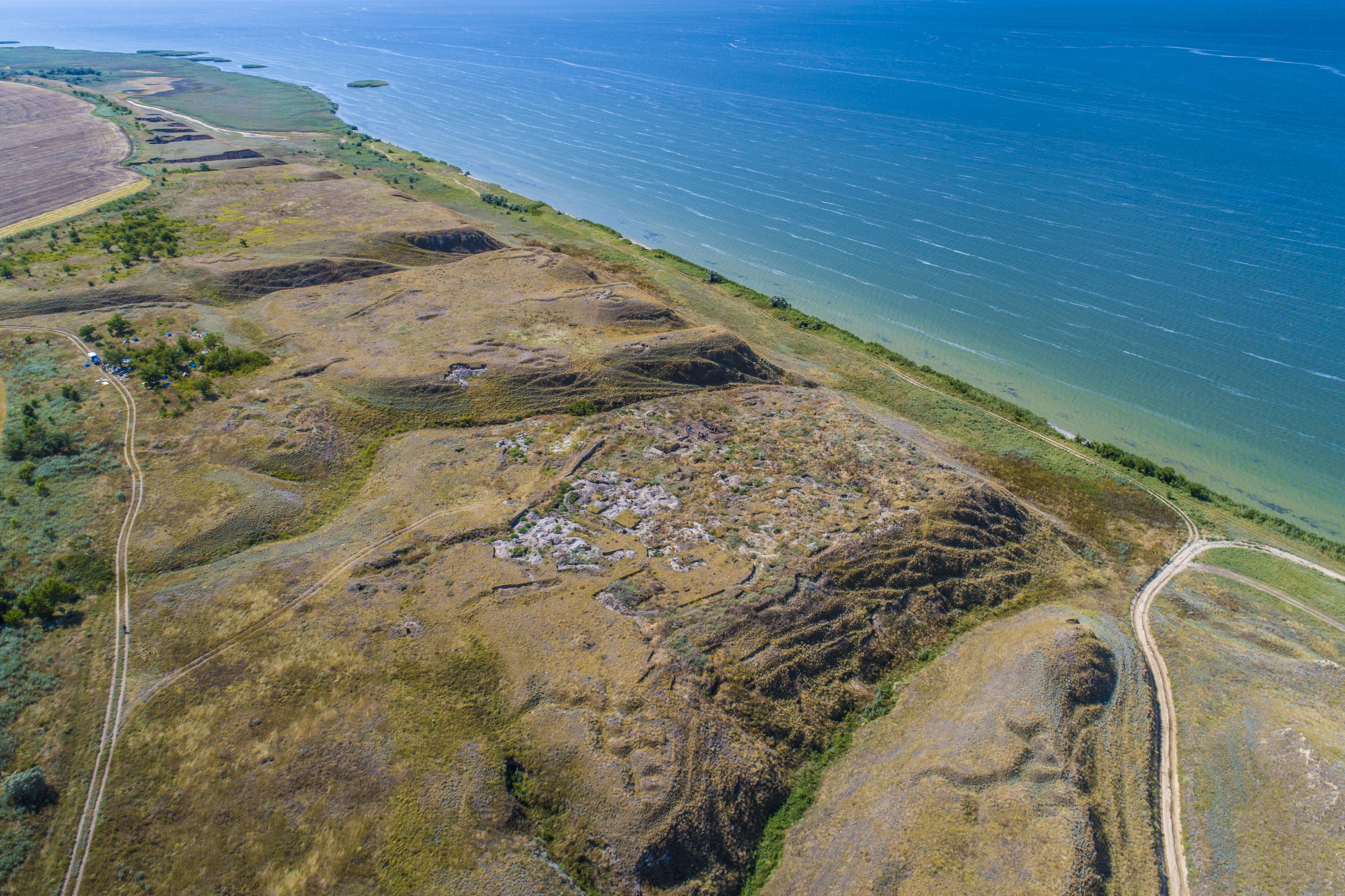
Городище Скелька з висоти

Скелька  — античне грецьке поселення що входило в Ольвійську Хору та імовірно було одним з найбільших поселень хори. Засноване V—III століттями до н. е. і зникло в I—III століттях н. е. Автентична назва поселення до нас не дійшла, Скелька це пізніша назва урочища яке в свою чергу приблизно відповідає території минулого античного поселення, але воно з'явилося набагато пізніше. Знаходиться приблизно за 8 кілометрів на північний захід якщо рахувати від села Олександрівка, що на березі Бузького лиману, безпосередньо в урочищі «Скелька». Поселення відкрите в 1895 році, обстежене в 1909 році археологом Віктором Гошкевичем.
Розміщене воно на високому та корінчастому березі. Зі сходу і заходу поселення обмежене глибокими досить давніми балками. Скелька являє собою типовий пам'ятник римських традицій фортифікації, вона мала традиційні для неї дві лінії оборони з кам'яними стінами та чотирикутною вежею, до якої в ті часи примикало приміщення, де була варта. При дослідженні вежі археологами знайдені 3 кам'яних ядра, уламки 2-х списів і бронзові наконечники стріл, сліди штурму тавро-скіфами в середині II століття.
Координати — 46.60113, 32.11652